# Matylda Pálfyová
Matylda Vilma Pálfyová (Kostoľany nad Hornádom, 11 marzo 1912 – Brestovany, 23 settembre 1944) è stata una ginnasta cecoslovacca.

## Palmarès

### Olimpiadi
- 1 medaglia:
  - 1 argento (Berlino 1936 nel concorso a squadre)